# One Dollar Mixtape
One Dollar: Mixtape es un mixtape presentado por el sello discográfico Baby Records a cargo del cantante Zion, integrante del dúo Zion & Lennox y con la participación de Eloy. Es el segundo mixtape publicado en la carrera de Eloy, cuando el cantante tenía 17 años.
Fue liberado de manera gratuita en foros de Internet a finales de 2008, el material incluye colaboraciones con Yomo, Erre XI, Jowell & Randy, entre otros. Debido a estas tácticas promocionales, es considerado parte de la “tercera generación” del género musical junto a Farruko y otros artistas que publicaron sus canciones en sitios web.

## Promoción
- El primer sencillo fue «Fuera del planeta» junto a Randy, fue publicado con un vídeo musical. La canción tuvo un éxito viral, lo que le permitió aparecer en múltiples radios latinoamericanas.[5] Una remezcla con la participación de Zion y el dúo Jowell & Randy fue publicada posteriormente,[6] ambas versiones siendo inamovibles de los conciertos del cantante.[7]

- El próximo promocional fue el sencillo doble, «Para el amor no hay edad/Pégate a bailar», fue promocionado a finales de 2008 con ritmos de bachata, obtuvo buena recepción en Colombia y otros países de América del Sur.[8] Un vídeo musical contenía ambas canciones dentro de una, publicado a comienzos de 2009 en el canal oficial del cantante en YouTube.

## Lista de canciones
| N.º | Título                                                 | Productor(es)               | Duración |  |
| 1.  | «Pégate a bailar»                                      | Eliot · Walde               | 3:01     |  |
| 2.  | «Se va guilla» (con Yomo)                              | Walde                       | 3:22     |  |
| 3.  | «Mi corazón»                                           | Walde · Junito              | 3:34     |  |
| 4.  | «Vámonos» (con Zion & Lennox)                          | Walde · Dexter & Mr. Greenz | 4:01     |  |
| 5.  | «Para el amor no hay edad»                             | Gio · Norgy                 | 3:15     |  |
| 6.  | «Se van»                                               | Walde                       | 3:14     |  |
| 7.  | «Lágrimas» (con Erre XI)                               | Walde                       | 3:35     |  |
| 8.  | «Fuera del planeta» (con Randy)                        | Walde                       | 3:42     |  |
| 9.  | «Que suden»                                            | Walde                       | 3:30     |  |
| 10. | «De los dos» (con Jomar)                               | Walde                       | 3:47     |  |
| 11. | «Yo voy»                                               | Walde · Thilo               | 3:36     |  |
| 12. | «Calentándote»                                         | Walde                       | 3:12     |  |
| 13. | «Fuera del planeta» (Remix) (con Zion, Jowell & Randy) | Walde                       | 3:43     |  |
| 14. | «Lo estás pagando» (Remix) (con Jhonier)               | Myztiko · Junito            | 3:24     |  |
| 15. | «Envidia» (Remix) (con Kendo Kaponi y Zion)            | Walde                       | 2:38     |  |